# Lodewijk Toeput

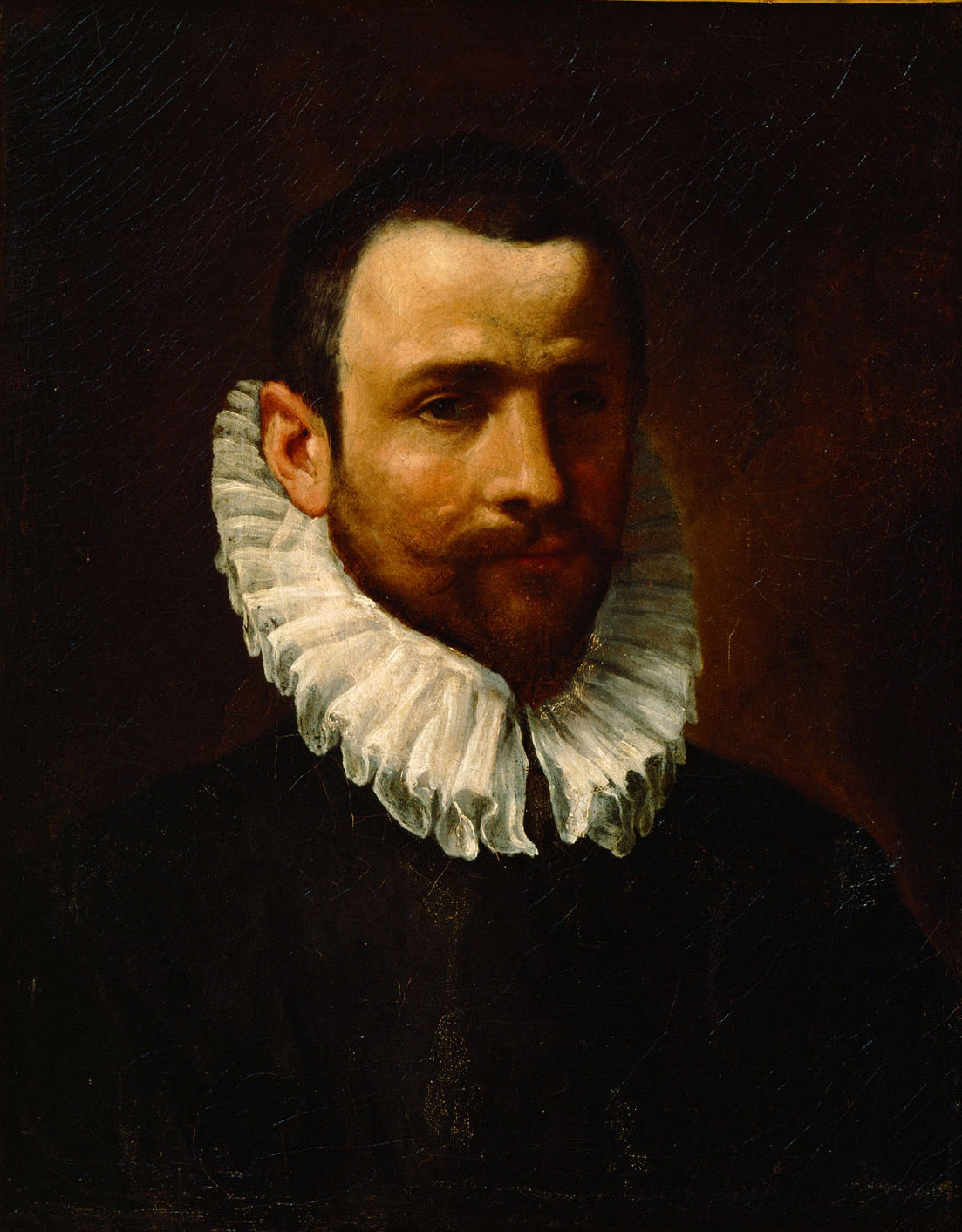
Portrait des Lodewijk Toeput von Hans von Aachen

Lodewijk Toeput (* 1550; † 1604 oder 1605), genannt Il Pozzoserrato, war ein flämischer Landschaftsmaler und Zeichner. Er war in Italien aktiv. Lodewijk Toeput ist hauptsächlich bekannt für seine Leinwände und Fresken von Landschaften sowie von Gärten mit Banketten und musizierenden Gruppen. Seine Landschaften hatten einen wichtigen Einfluss auf die nächste Generation von flämischen Landschaftsmalern wie Joos de Momper, Tobias Verhaecht, Gillis und Frederik van Valckenborch.

## Leben
Das frühe Leben von Lodewijk Toeput in seiner Heimat Flandern ist nicht dokumentiert. Geburtsdatum und -ort sind nicht mit Sicherheit bekannt. Der Biograph Karel van Mander behauptet, er habe Toeput in Venedig getroffen, und beschreibt Mechelen als Geburtsort. Zeitgenössische Kunsthistoriker nehmen Antwerpen als Geburtsort an, aber es gibt keinen Konsens in diesem Punkt. Weiter geht man davon aus, dass er in Antwerpen bei Maerten de Vos lernte, einem führenden Historienmaler, der selbst in Italien studiert hatte.

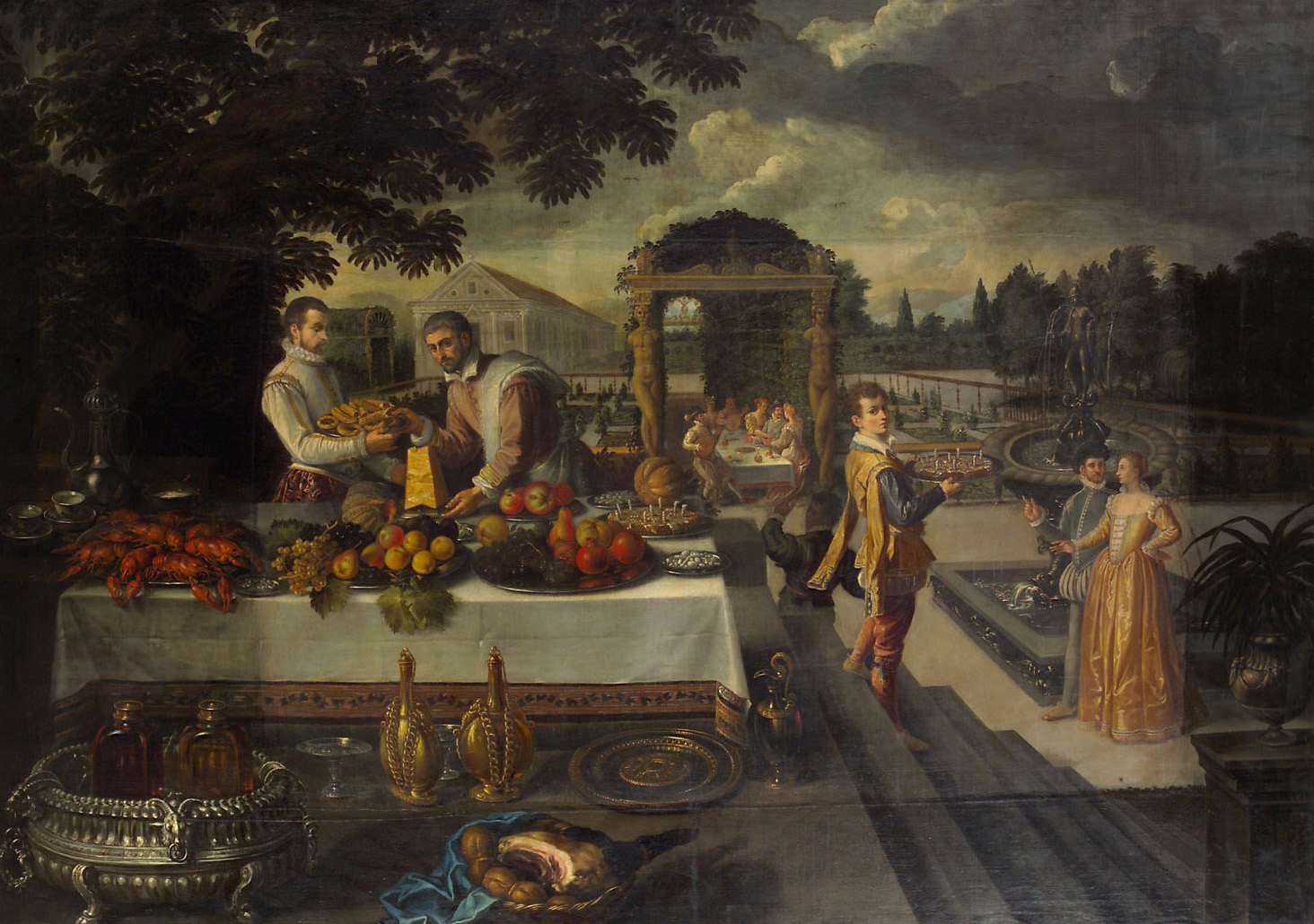
Bankett im Park

Während nicht bekannt ist, wann er seine Heimat verließ, wird vermutet, dass Toeput um 1573/74 in Venedig ankam. Laut Carlo Ridolfis Le maraviglie dell’Arte (1648) arbeitete Toeput zu Beginn in der Werkstatt von Tintoretto. Hier war er wahrscheinlich in Kontakt mit dem Landsmann Paolo Fiammingo (Pauwels Franck), der gleichfalls in Venedig weilte und arbeitete. Die Künstler könnten sich in Tintorettos Werkstatt kennengelernt haben.
Die Anwesenheit Toeputs ist in Florenz für die späten 1570er Jahre belegt. Ein Aufenthalt in Rom ist nicht dokumentiert, wird jedoch für die 1580er Jahre angenommen auf Basis einiger Zeichnungen von antiken römischen Kirchen. Danach könnte er sich kurze Zeit in Venedig aufgehalten haben, bis er im Februar 1582 in Treviso nahe Venedig auftauchte. Hier lebte und arbeitete er für den Rest seines Lebens. Es ist möglich, dass der Künstler umgezogen war, weil die venezianische Malergilde ihm keine Mitgliedschaft gewährte und damit das Recht auf Arbeit in Venedig versagt blieb. Obwohl er in Treviso blieb, hielt Toeput Kontakt mit Venedig und traf künstlerische Persönlichkeiten wie Jacopo Bassano, Hans von Aachen, Mitglieder der Sadeler Familie, Otto van Veen und Pieter de Jode I.

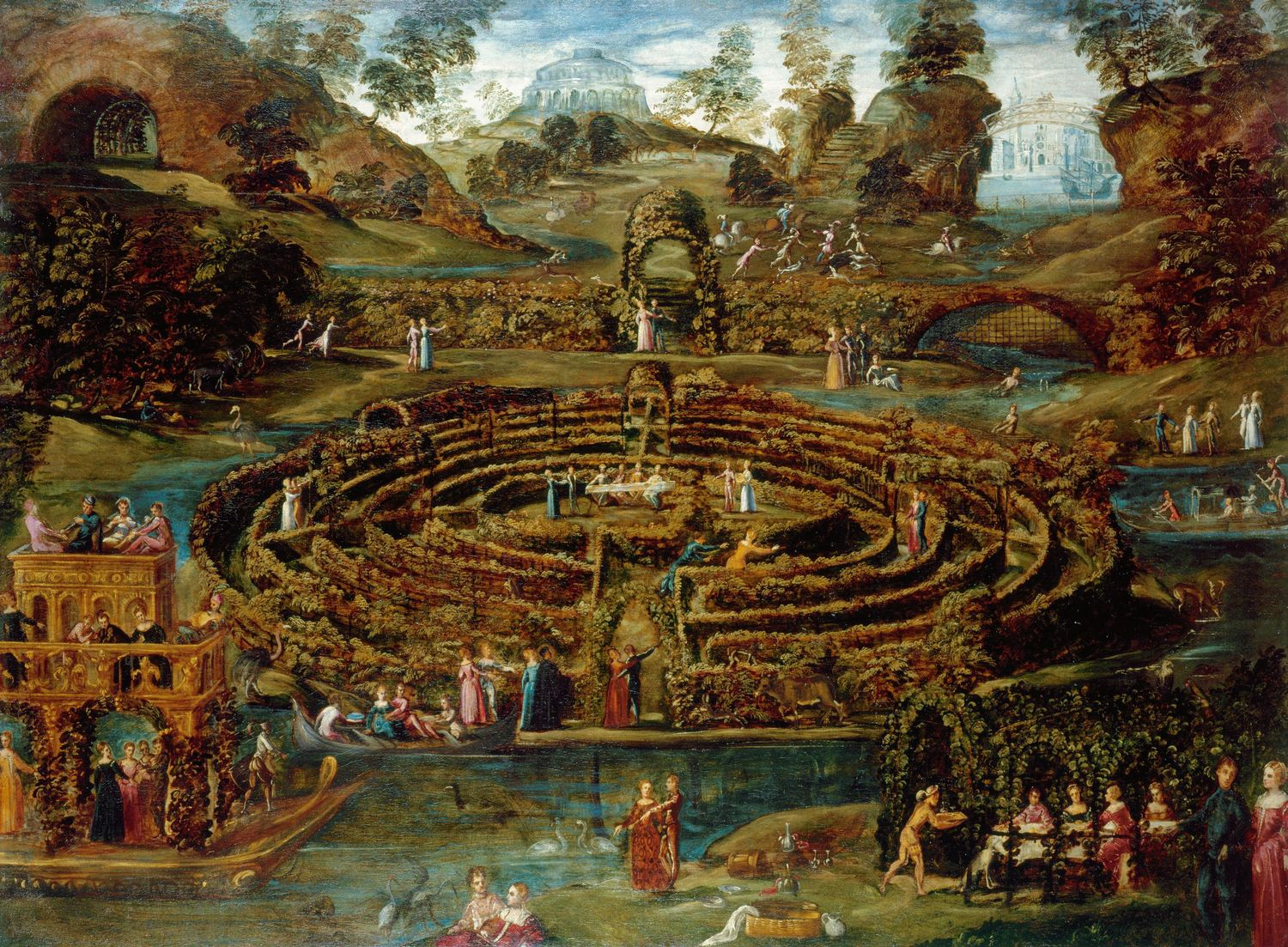
Lustgarten mit Labyrinth

In Treviso bestand eine hohe Nachfrage nach Kunstwerken seitens religiöser und ziviler Auftraggeber. Ein wichtiger Auftrag bestand in der Dekoration des Monte di Pietà, für den Toeput Fresken mit Szenen des Alten und Neuen Testaments malte sowie Gleichnisse, die auf barmherzige Taten anspielten. 1601 heiratete der Künstler Laudamia Aproino. In Italien war der Maler bekannt als Ludovico Pozzoserrato, eine wörtliche Übersetzung seines flämischen Namens Toeput, der mit „fest verschlossen“ übersetzt werden kann. Nachdem er sich in Treviso niedergelassen hatte, bezeichnete er sich selbst als Lodovico Pozzo da Trevigi. Toeput starb im Zeitraum zwischen dem 1. Januar 1604 und dem 9. September 1605.

## Werk
Toeput malte Fresken, Altarbilder mit biblischen Szenen, Landschaften, Stadtansichten und Genreszenen mit dem alltäglichen Leben von Venedig. Außerdem fertigte er einige religiöse Malereien für venezianische Kirchen. Er ist allgemein für Landschaftsbilder bekannt, die flämische und venezianische Stile kombinieren. Diese Landschaften zeigen weitläufige Aussichten voller atmosphärischer und pittoresker Effekte. Toeputs Malereien befinden sich in situ in verschiedenen italienischen Städten wie Padua, Treviso und Conegliano.

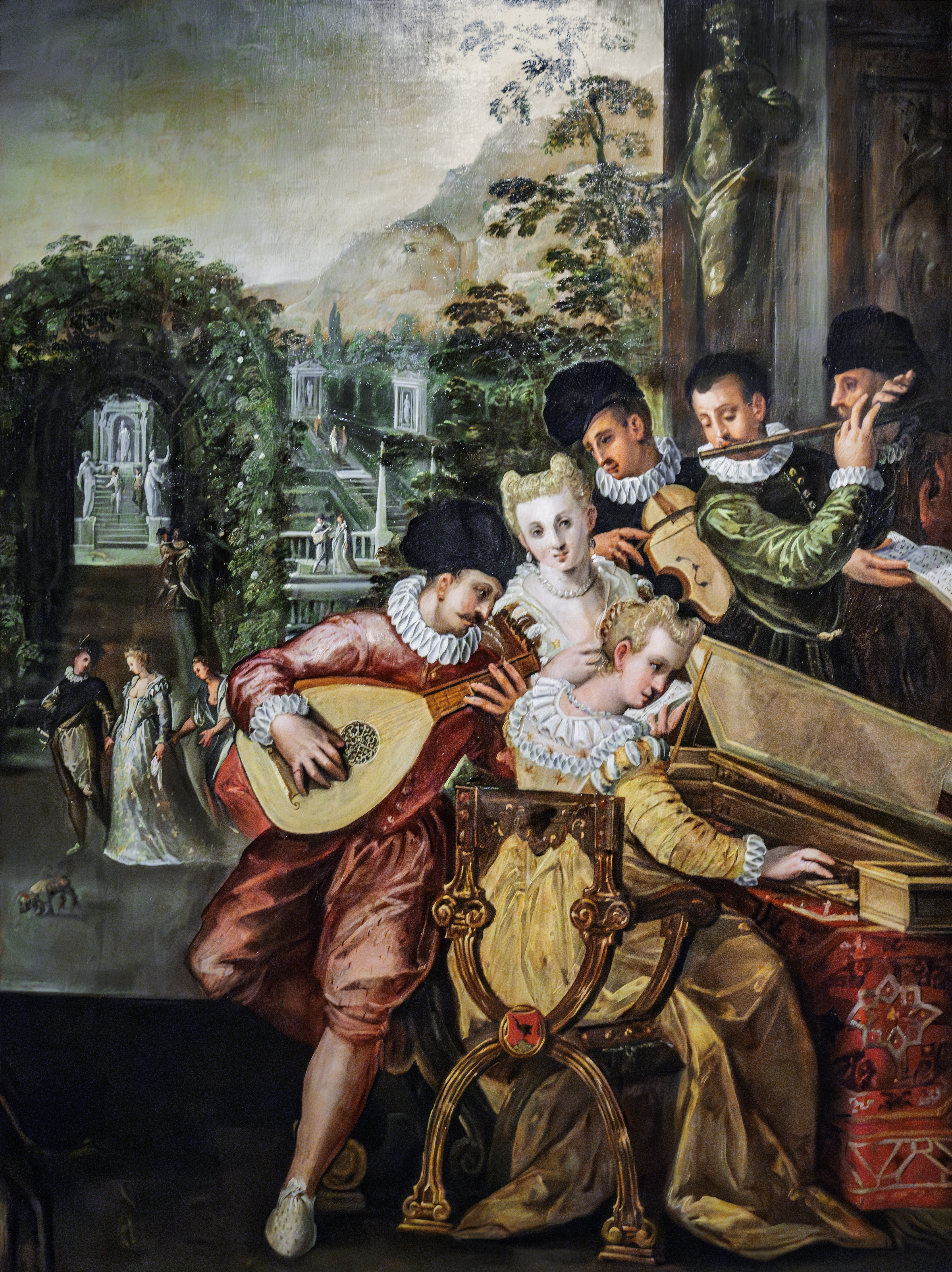
Konzert in einem Innenhof

Toeput ist zudem für seine allegorischen Kompositionen bekannt. In den Fresken der Villa Chiericati-Mugna, die zwischen 1587 und 1590 ausgeführt wurden, entwickelte er eine Serie von allegorischen Landschaften, die die Monate des Jahres repräsentieren, jeder kenntlich durch ein astrologisches Zeichen. Die Serie wird ergänzt von einer als Trompe-l’œil gemalten Tür, die den Blick auf einen Pagen mit einem Hund freigibt, ein Gemälde über der Feuerstelle, das Apollo eine Lyra haltend zeigt und Friese mit mythologischen Figuren entlang der Wände. Toeput hinterließ verschiedene allegorische Zeichnungen von Jahreszeiten und Monaten des Jahres. Die Allegorie des Frühlings und die Allegorie des Winters (Sammlung der Kunstgalerie der Yale University) inspirierten wahrscheinlich Joos de Momper.

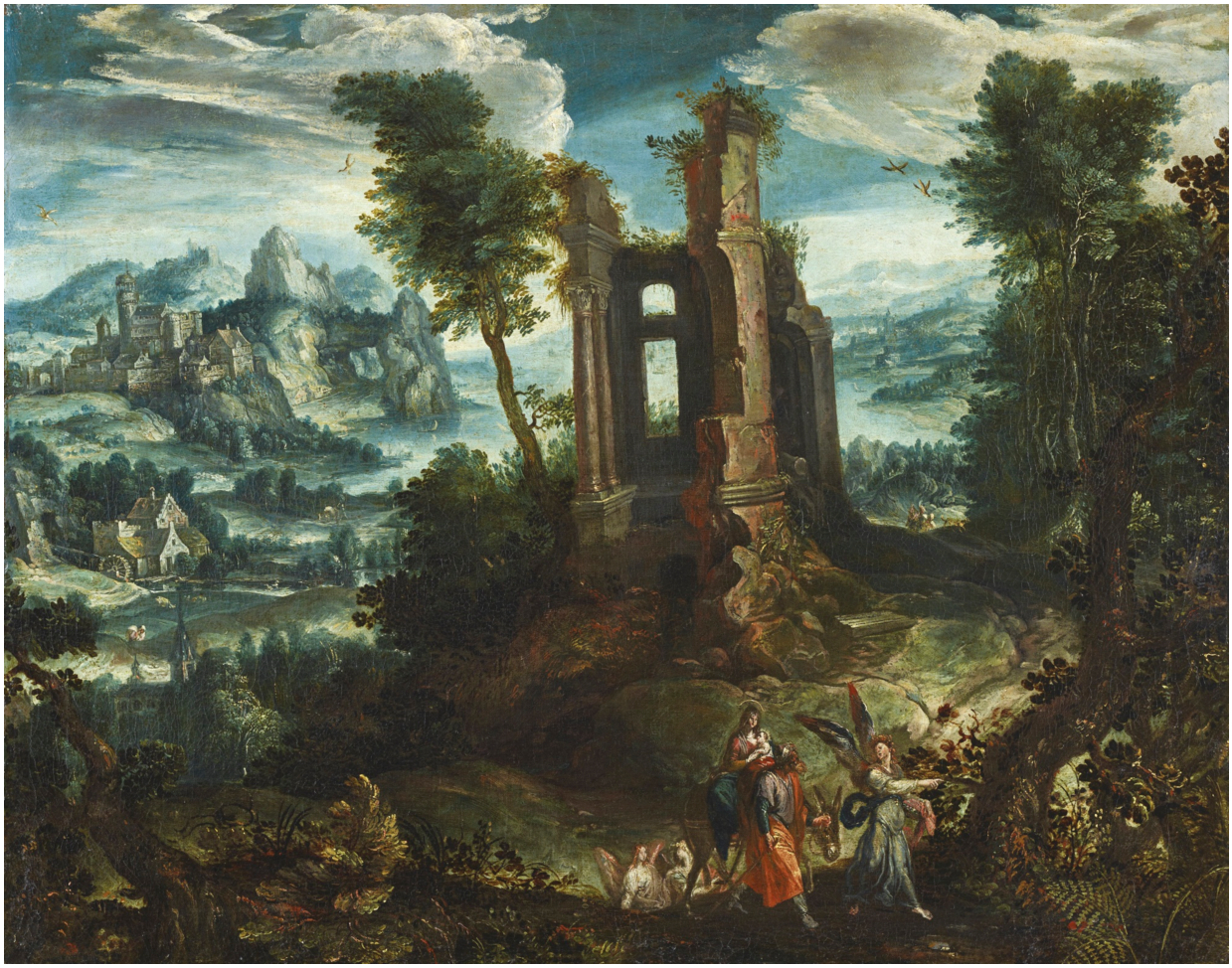
Die Flucht nach Ägypten

Toeput malte verschiedene galante Szenen in Gärten mit Figuren, die sich mit höfischer Liebe oder Konzerten beschäftigen. Viele seiner Gartenszenen wurden vermutlich von flämischen Drucken inspiriert, beispielsweise sein Lustgarten mit Labyrinth, der wohl auf Hans Vredeman de Vries’ Garten mit Labyrinth und Fest in einem Garten zurückgeht, beide gedruckt von Pieter van der Borcht dem Älteren. Toeputs bekannteste Gartenszene Konzert in einem Innenhof (Musei civici di Treviso) scheint von Crispijn van de Passes Druck Adolescentia Amori nach einem Entwurf von Maerten de Vos inspiriert.
Toeputs früheste Zeichnung ist Lot und seine Töchter von 1573 (Städel). Sie zeigt die Nähe zu seinem vermuteten Meister Maerten de Vos, auch der Einfluss seines venezianischen Meisters Tintoretto ist greifbar. Toeputs Stil wurde oft mit dem seines flämischen Landsmanns Paolo Fiammingo (Pauwels Franck) verwechselt, der zur gleichen Zeit in Venedig weilte.

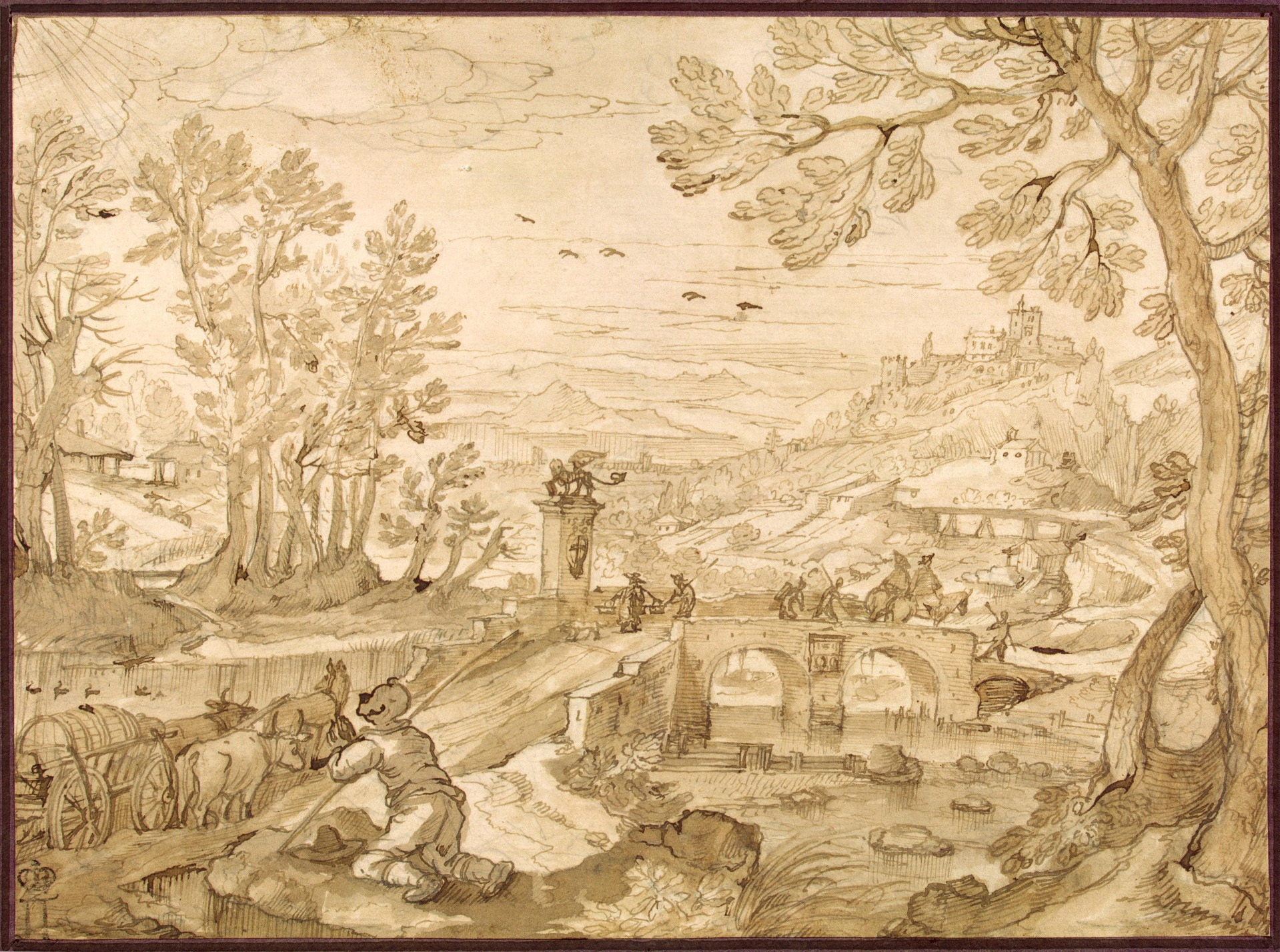
Landschaft mit Herakles und einem Ochsenkarren

Toeputs Zeichnungen offenbaren ein Interesse an Topographie. Sein Panorama von Treviso und Blick auf Aquapendente wurden gestochen und aufgenommen in Band V (1598) von Georg Brauns und Frans Hogenbergs sechsbändigem Atlas Civitates Orbis Terrarum (Köln, 1572–1618). Er malte auch imaginäre Landschaften wie die Landschaft mit dem heiligen Johannes auf Patmos (New York, Pierpont Morgan Library) Ein weiteres Beispiel ist die Landschaft mit Herakles und einem Ochsenkarren (Eremitage, Sankt Petersburg). Seine urbanen Ausblicke erinnern an solche des Venezianers Domenico Campagnola. Schließlich waren Toeputs Inventionen auch für Drucke gefragt. Flämische Kupferstecher, die wie Rafael I Sadeler durch Venedig kamen, nahmen seine Zeichnungen auf.